# Alliance Azem
L'Alliance Azem (arabe : تحالف عزم) est un parti politique irakien centriste sunnite et nationaliste fondé en décembre 2021, fondé par Khamis al-Khanjar (ar).
Le parti a 14 représentants au Conseil des représentants, est membre de l'Alliance pour la souveraineté depuis 2022, son dirigeant actuel est Muthanna al-Samarrai (ar).

## Historique
l'Alliance Azem est fondé en décembre 2021, avec des personnalités sunnites irakiennes, les anciens présidents du Conseil des représentants Mahmoud al-Mashhadani (en), Salim al-Jabouri (en) et l'ancien ministre de la Défense Khaled al-Obaidi.
Lors des élections de 2021, l'Alliance Azem récolte 421 579 voix (4,76%) et obtient 14 sièges au Conseil des représentants.
En janvier 2022, lors de la création de l'Alliance pour la souveraineté, Khamis al-Khanjar (ar), fondateur de l'Alliance Azem, annonce la création de la coalition.

## Résultats électoraux
| Année | Voix    | %    | Rang | Élus     | +/- |
| ----- | ------- | ---- | ---- | -------- | --- |
| 2021  | 421 579 | 4,76 | 6e   | 14 / 329 | Nv  |